# Danapur
Danapur ist ein Vorort von Patna im indischen Bundesstaat Bihar und liegt an der Eisenbahnstrecke nach Kolkata.
Während der Kolonialzeit war Danapur ein britischer Garnisonsort; es gab je einen indischen und einen englischen Stadtteil.
Zur Zeit des Aufstandes von 1857 kam in der hiesigen katholischen St. Stephans Kirche Josephine Lorenz, die aus München stammende Oberin der Englischen Fräulein, zusammen mit einer weiteren deutschen Schwester zu Tode. Zur Erinnerung hat man dort eine Gedenkstätte eingerichtet.